# Franciszek Lessel
Franciszek Lessel (n. 1780, Puławy - d. 26 decembrie 1838, Piotrków Trybunalski) a fost un compozitor polonez
Lessel s-a născut în Puławy, Polonia. Tatăl său, Wincenty Ferdynand Lessel, a fost un pianist și compozitor de origine cehă, care a servit ca primul său profesor. În anul 1799, la vârsta de 19 ani, a plecat la Viena, unde până în anul 1809 a studiat cu Joseph Haydn, care a decedat în acel an.
Pe parcursul perioadei în care a stat în orașul austriac, Franciszek Lessel a făcut mai multe călătorii în Polonia (1803, 1804, 1806 și 1807). Lessel a fost pasionat printre altele și de medicină și arhitectură. După moartea tatălui său, a moștenit o bibliotecă bogată care conținea multe piese muzicale valoroase. Odată cu moartea lui Franciszek Lessel, colecția de cărți a dispărut, doar unele partituri au supraviețuit până la sfârșitul secolului al XIX-lea. Printre cele mai cunoscute compoziții ale sale se numără Fantaisie in E minor, care a fost dedicată Cecyliei Beydale, cea care a fost iubita compozitorului pentru o perioadă de timp, până când au descoperit că au aceași mamă.